# 圭爾夫鎮區 (堪薩斯州索姆奈縣)
圭爾夫鎮區（英語：Guelph Township）為美國堪薩斯州索姆奈縣轄下的鎮區。2010年美国人口普查中此鎮區人口有184人。

## 地理
圭爾夫鎮區涵蓋總面積為141.4平方（54.61平方英里），其中陸地面積為141.4平方（54.61平方英里），水域面積為0平方（0.00平方英里）或0.00%。

## 人口統計
根據2010年美國人口普查，圭爾夫鎮區人口有184人，其中男性有99人，女性有85人，人口密度為每平方公里1.30人，住房計72戶。鎮區內的白人有168人，非裔美國人有0人，美洲原住民有0人，亞裔美國人有1人，太平洋島裔美國人有0人，其他種族有9人，混血種族則有6人。此外鎮區內有11人為西班牙裔或拉丁裔美國人。此鎮區之年齡中位數為45.4歲，而男性年齡中位數為38.5歲，女性年齡中位數為46.5歲。

## 交通

### 主要公路
- 35號州際公路
- 166號美國國道